# Brachyrhaphis roswithae
 Brachyrhaphis roswithae és un peix de la família dels pecílids i de l'ordre dels ciprinodontiformes.

## Morfologia
Els mascles poden assolir els 2,6 cm de longitud total.

## Distribució geogràfica
Es troba a Centreamèrica: Panamà.